# 揖保郡

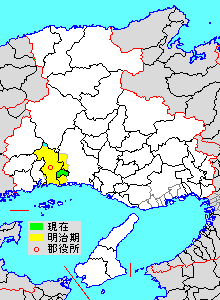
兵庫県揖保郡の位置（緑：太子町 水色：後に他郡から編入した区域）

- 令制国一覧 > 山陽道 > 播磨国 > 揖保郡
- 日本 > 近畿地方 > 兵庫県 > 揖保郡

揖保郡（いぼぐん）は、兵庫県（播磨国）の郡。
人口32,839人、面積22.61km²、人口密度1,452人/km²。（2025年2月1日、推計人口）
以下の1町を含む。
- 太子町（たいしちょう）

## 郡域
1896年（明治29年）に行政区画として発足した当時の郡域は、上記1町のほか、下記の区域にあたる。
- たつの市の大部分（新宮町奥小屋を除く）
- 姫路市の一部（網干区各町・大津区各町・勝原区各町・余部区各町・林田町各町・相野・石倉・太市中・西脇）
- 相生市の一部（那波野）

## 歴史

### 揖保郡（第1次）
「いいほのこおり」、「いいぼのこおり」、「いぼのこおり」とも読まれた。中世に揖東郡と揖西郡に分割された。

### 揖保郡（第2次）
- 明治29年（1896年）

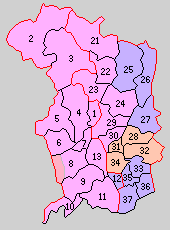
1.龍野町 2.西栗栖村 3.東栗栖村 4.平井村 5.桑原村 6.布施村 7.半田村 8.神部村 9.河内村 10.室津村 11.御津村 12.余部村 13.揖保村 21.香島村 22.新宮村 23.越部村 24.神岡村 25.林田村 26.伊勢村 27.太市村 28.龍田村 29.小宅村 30.誉田村 31.斑鳩村 32.太田村 33.勝原村 34.石海村 35.旭陽村 36.大津村 37.網干町（紫：姫路市 桃：たつの市 赤：相生市 橙：太子町）

  - 4月1日 - 郡制の施行のため、揖東郡・揖西郡の区域をもって発足。郡役所が龍野町に設置。（2町28村）
    - 旧・揖西郡（1町12村） - 龍野町、西栗栖村、東栗栖村、平井村、桑原村、布施村、半田村（現・たつの市）、神部村（現・たつの市、現・相生市）、河内村、室津村、御津村（現・たつの市）、余部村（現・姫路市）、揖保村（現・たつの市）
    - 旧・揖東郡（1町16村） - 香島村、新宮村、越部村、神岡村（現・たつの市）、林田村、伊勢村、太市村（現・姫路市）、龍田村（現・太子町）、小宅村、誉田村（現・たつの市）、斑鳩村、太田村（現・揖保郡太子町）、勝原村（現・姫路市）、石海村（現・揖保郡太子町）、旭陽村、大津村、網干町（現・姫路市）

  - 7月1日 - 郡制を施行。
- 明治42年（1909年）5月1日 - 平井村・桑原村・布施村が合併して揖西村が発足。（2町26村）
- 大正12年（1923年）4月1日 - 郡会が廃止。郡役所は存続。
- 大正15年（1926年）7月1日 - 郡役所が廃止。以降は地域区分名称となる。
- 昭和6年（1931年）4月1日 - 斑鳩村が町制施行して斑鳩町となる。（3町25村）
- 昭和9年（1934年）4月1日 - 新宮村が町制施行して新宮町となる。（4町24村）
- 昭和14年（1939年）4月1日 - 西栗栖村が宍粟郡菅野村の一部（奥小屋）を編入。
- 昭和17年（1942年）4月1日 - 旭陽村が網干町に編入。（4町23村）
- 昭和21年（1946年）3月1日 - 網干町・大津村・勝原村・余部村が姫路市・飾磨市・飾磨郡広畑町・白浜町と合併し、改めて姫路市が発足、郡より離脱。（3町20村）
- 昭和22年（1947年）12月25日 - 御津村が町制施行して御津町となる。（4町19村）
- 昭和23年（1948年）4月1日 - 龍野町・小宅村が合併し、改めて龍野町が発足。（4町18村）
- 昭和26年（1951年）
  - 4月1日（4町4村）
    - 龍野町・揖西村・揖保村・神岡村・誉田村が合併して龍野市が発足し、郡より離脱。
    - 斑鳩町・石海村・太田村が合併して太子町が発足。
    - 新宮町・西栗栖村・東栗栖村・香島村・越部村が合併し、改めて新宮町が発足。
    - 御津町・室津村が合併し、改めて御津町が発足。
    - 半田村・神部村・河内村が合併して揖保川町が発足。

  - 8月10日 - 揖保川町の一部（那波野）が相生市に編入。
- 昭和29年（1954年）7月1日 - 太市村が姫路市に編入。（4町3村）
- 昭和30年（1955年）
  - 1月1日 - 龍田村が太子町に編入。（4町2村）
  - 3月25日 - 林田村・伊勢村が合併して林田町が発足。（5町）
- 昭和42年（1967年）3月5日 - 林田町が姫路市に編入。（4町）
- 平成17年（2005年）10月1日 - 新宮町・揖保川町・御津町が龍野市と合併してたつの市が発足、郡より離脱。（1町）

### 変遷表
| 明治22年 以前 | 旧郡   | 明治29年4月1日      | 明治29年 - 昭和19年           | 昭和20年 - 昭和24年          | 昭和25年 - 昭和29年         | 昭和25年 - 昭和29年          | 昭和30年 - 昭和39年         | 昭和40年 - 昭和64年         | 平成1年 - 現在           | 現在     |
| ------------- | ------ | ------------------- | ----------------------------- | ---------------------------- | --------------------------- | ---------------------------- | --------------------------- | --------------------------- | ------------------------ | -------- |
|               | 宍粟郡 | 宍粟郡 菅野村の一部 | 昭和14年4月1日 西栗栖村に編入 | 西栗栖村                     | 昭和26年4月1日 新宮町       | 昭和26年4月1日 新宮町        | 新宮町                      | 新宮町                      | 平成17年10月1日 たつの市 | たつの市 |
|               | 揖西郡 | 西栗栖村            | 西栗栖村                      | 西栗栖村                     | 昭和26年4月1日 新宮町       | 昭和26年4月1日 新宮町        | 新宮町                      | 新宮町                      | 平成17年10月1日 たつの市 | たつの市 |
|               | 揖西郡 | 東栗栖村            | 東栗栖村                      | 東栗栖村                     | 昭和26年4月1日 新宮町       | 昭和26年4月1日 新宮町        | 新宮町                      | 新宮町                      | 平成17年10月1日 たつの市 | たつの市 |
|               | 揖東郡 | 新宮村              | 昭和9年4月1日 町制 新宮町     | 新宮町                       | 昭和26年4月1日 新宮町       | 昭和26年4月1日 新宮町        | 新宮町                      | 新宮町                      | 平成17年10月1日 たつの市 | たつの市 |
|               | 揖東郡 | 香島村              | 香島村                        | 香島村                       | 昭和26年4月1日 新宮町       | 昭和26年4月1日 新宮町        | 新宮町                      | 新宮町                      | 平成17年10月1日 たつの市 | たつの市 |
|               | 揖東郡 | 越部村              | 越部村                        | 越部村                       | 昭和26年4月1日 新宮町       | 昭和26年4月1日 新宮町        | 新宮町                      | 新宮町                      | 平成17年10月1日 たつの市 | たつの市 |
|               | 揖東郡 | 神岡村              | 神岡村                        | 神岡村                       | 昭和26年4月1日 龍野市       | 昭和26年4月1日 龍野市        | 龍野市                      | 龍野市                      | 平成17年10月1日 たつの市 | たつの市 |
|               | 揖東郡 | 誉田村              | 誉田村                        | 誉田村                       | 昭和26年4月1日 龍野市       | 昭和26年4月1日 龍野市        | 龍野市                      | 龍野市                      | 平成17年10月1日 たつの市 | たつの市 |
|               | 揖東郡 | 小宅村              | 小宅村                        | 昭和23年4月1日 龍野町        | 昭和26年4月1日 龍野市       | 昭和26年4月1日 龍野市        | 龍野市                      | 龍野市                      | 平成17年10月1日 たつの市 | たつの市 |
|               | 揖西郡 | 龍野町              | 龍野町                        | 昭和23年4月1日 龍野町        | 昭和26年4月1日 龍野市       | 昭和26年4月1日 龍野市        | 龍野市                      | 龍野市                      | 平成17年10月1日 たつの市 | たつの市 |
|               | 揖西郡 | 揖保村              | 揖保村                        | 揖保村                       | 昭和26年4月1日 龍野市       | 昭和26年4月1日 龍野市        | 龍野市                      | 龍野市                      | 平成17年10月1日 たつの市 | たつの市 |
|               | 揖西郡 | 布施村              | 明治42年5月1日 揖西村         | 揖西村                       | 昭和26年4月1日 龍野市       | 昭和26年4月1日 龍野市        | 龍野市                      | 龍野市                      | 平成17年10月1日 たつの市 | たつの市 |
|               | 揖西郡 | 平井村              | 明治42年5月1日 揖西村         | 揖西村                       | 昭和26年4月1日 龍野市       | 昭和26年4月1日 龍野市        | 龍野市                      | 龍野市                      | 平成17年10月1日 たつの市 | たつの市 |
|               | 揖西郡 | 桑原村              | 明治42年5月1日 揖西村         | 揖西村                       | 昭和26年4月1日 龍野市       | 昭和26年4月1日 龍野市        | 龍野市                      | 龍野市                      | 平成17年10月1日 たつの市 | たつの市 |
|               | 揖西郡 | 御津村              | 御津村                        | 昭和22年12月25日 町制 御津町 | 昭和26年4月1日 御津町       | 昭和26年4月1日 御津町        | 御津町                      | 御津町                      | 平成17年10月1日 たつの市 | たつの市 |
|               | 揖西郡 | 室津村              | 室津村                        | 室津村                       | 昭和26年4月1日 御津町       | 昭和26年4月1日 御津町        | 御津町                      | 御津町                      | 平成17年10月1日 たつの市 | たつの市 |
|               | 揖西郡 | 半田村              | 半田村                        | 半田村                       | 昭和26年4月1日 揖保川町     | 揖保川町                     | 揖保川町                    | 揖保川町                    | 平成17年10月1日 たつの市 | たつの市 |
|               | 揖西郡 | 河内村              | 河内村                        | 河内村                       | 昭和26年4月1日 揖保川町     | 揖保川町                     | 揖保川町                    | 揖保川町                    | 平成17年10月1日 たつの市 | たつの市 |
|               | 揖西郡 | 神部村              | 神部村                        | 神部村                       | 昭和26年4月1日 揖保川町     | 揖保川町                     | 揖保川町                    | 揖保川町                    | 平成17年10月1日 たつの市 | たつの市 |
|               | 揖西郡 | 神部村              | 神部村                        | 神部村                       | 昭和26年4月1日 揖保川町     | 昭和26年8月10日 相生市に編入 | 相生市                      | 相生市                      | 相生市                   | 相生市   |
|               | 揖西郡 | 余部村              | 余部村                        | 昭和21年3月1日 姫路市の一部  | 姫路市                      | 姫路市                       | 姫路市                      | 姫路市                      | 姫路市                   | 姫路市   |
|               | 揖東郡 | 網干町              | 網干町                        | 昭和21年3月1日 姫路市の一部  | 姫路市                      | 姫路市                       | 姫路市                      | 姫路市                      | 姫路市                   | 姫路市   |
|               | 揖東郡 | 旭陽村              | 昭和17年4月1日 網干町に編入   | 昭和21年3月1日 姫路市の一部  | 姫路市                      | 姫路市                       | 姫路市                      | 姫路市                      | 姫路市                   | 姫路市   |
|               | 揖東郡 | 勝原村              | 勝原村                        | 昭和21年3月1日 姫路市の一部  | 姫路市                      | 姫路市                       | 姫路市                      | 姫路市                      | 姫路市                   | 姫路市   |
|               | 揖東郡 | 大津村              | 大津村                        | 昭和21年3月1日 姫路市の一部  | 姫路市                      | 姫路市                       | 姫路市                      | 姫路市                      | 姫路市                   | 姫路市   |
|               | 揖東郡 | 太市村              | 太市村                        | 太市村                       | 昭和29年7月1日 姫路市に編入 | 昭和29年7月1日 姫路市に編入  | 姫路市                      | 姫路市                      | 姫路市                   | 姫路市   |
|               | 揖東郡 | 林田村              | 林田村                        | 林田村                       | 林田村                      | 林田村                       | 昭和30年3月25日 林田町      | 昭和42年3月5日 姫路市に編入 | 姫路市                   | 姫路市   |
|               | 揖東郡 | 伊勢村              | 伊勢村                        | 伊勢村                       | 伊勢村                      | 伊勢村                       | 昭和30年3月25日 林田町      | 昭和42年3月5日 姫路市に編入 | 姫路市                   | 姫路市   |
|               | 揖東郡 | 斑鳩村              | 昭和6年4月1日 町制 斑鳩町     | 斑鳩町                       | 昭和26年4月1日 太子町       | 昭和26年4月1日 太子町        | 太子町                      | 太子町                      | 太子町                   | 太子町   |
|               | 揖東郡 | 太田村              | 太田村                        | 太田村                       | 昭和26年4月1日 太子町       | 昭和26年4月1日 太子町        | 太子町                      | 太子町                      | 太子町                   | 太子町   |
|               | 揖東郡 | 石海村              | 石海村                        | 石海村                       | 昭和26年4月1日 太子町       | 昭和26年4月1日 太子町        | 太子町                      | 太子町                      | 太子町                   | 太子町   |
|               | 揖東郡 | 龍田村              | 龍田村                        | 龍田村                       | 龍田村                      | 龍田村                       | 昭和30年1月1日 太子町に編入 | 太子町                      | 太子町                   | 太子町   |

## 行政
歴代郡長
| 代 | 氏名 | 就任年月日               | 退任年月日                | 備考                   |
| -- | ---- | ------------------------ | ------------------------- | ---------------------- |
| 1  |      | 明治29年（1896年）4月1日 |                           |                        |
|    |      |                          | 大正15年（1926年）6月30日 | 郡役所廃止により、廃官 |